# 張佩華
張佩華（1953年10月11日—），籍貫山東膠州，台灣男演員。

## 生平
張佩華於1979年演出徐進良執導，古亞榮與吳念真編劇的電影《拒絕聯考的小子》後出道。之後並與彭雪芬、張純芳、賀軍政、趙舜等演員多次合作，包含《年輕人的心聲》、《不妥協的一代》與《小市民的狂想》。
1981年，張佩華演出香港導演程剛執導，楊登魁監製的《教兄》。本片主要演員為宗華、楊惠姍、周丹薇、歸亞蕾、曹健、李登才與楊宗憲等人。
1982年則與朱海玲、司馬玉嬌、歐陽莎菲、曹西平演出《野性的青春》，1983年則接拍歐陽俊所執導的《美人國》，主要演員包括楊惠姍、許不了、方芳芳 、于楓、巴戈。到了同年5月另與鈕承澤、林秀玲、歸亞蕾、庹宗華、蘇明明、魏平澳主演林鷹執導的《國中十四章》，之後便轉向電視圈發展。
1984年至1985年間於中視演出《昨夜星辰》及《牽情》，男女主角分別為寇世勳、沈時華、周紹棟與宋岡陵。1985年6月，亦與楊光友於華視演出《無情荒地有情天》。同年7月，則於民初劇《大將軍與小鳳仙》中與邱于庭擔任男女主角。
到了90年代初期則演出瓊瑤電視劇系列而大受歡迎，隨後亦開始演出多部八點檔連續劇。並與中國大陸田徑教練馬俊仁互為好友。

## 個人生活
張佩華早年曾與周丹薇、劉雪華短暫交往過，隨後和一名圈外女性結婚；一年之後便以離婚收場，再婚現任妻子為華航空姐傅文燕。除此之外，他更是一名愛狗人士。
張佩華在山東青島萊西市經營五百畝大的狗場，主要販售西藏獒犬。關於長毛吉娃娃，也投資了新台幣一千萬元，光是最初買來的五條公狗就花了新台幣五百萬元。

## 戲劇演出

### 電視劇（台灣）
| 年份   | 頻道           | 劇名                                  | 角色           |
| 1983年 | 台視           | 《清宮煙雲》                          | 雍正           |
| 1984年 | 中視           | 創作劇坊 - 《昨夜星辰》               | 周建邦         |
| 1984年 | 中視           | 《愛的真諦》                          | 孟哲文         |
| 1985年 | 中視           | 《牽情》                              | 方哲續         |
| 1985年 | 中視           | 創作劇坊 - 《夕陽山外山》             | 唐楚雲         |
| 1985年 | 華視           | 《無情荒地有情天》                    | 張庭豪         |
| 1985年 | 中視           | 《大將軍與小鳳仙》                    | 蔡鍔           |
| 1986年 | 中視           | 《雙姝怨》                            |                |
| 1987年 | 中視           | 《含羞草》                            | 溫爾剛         |
| 1987年 | 中視           | 《握緊我的手》                        |                |
| 1989年 | 台視           | 《金粉世家》                          | 麥德偉         |
| 1989年 | 華視           | 《六個夢》 – 婉君                     | 周伯健         |
| 1989年 | 華視           | 《六個夢》 – 三朵花                   | 楊蔭           |
| 1990年 | 中視           | 《雪珂》                              | 顧亞蒙         |
| 1991年 | 中視           | 《望夫崖》                            |                |
| 1993年 | 台視           | 《紅塵無淚》                          | 叢樹康         |
| 1993年 | 華視           | 《包青天》 - 菩薩嶺                   | 楚天鳴         |
| 1994年 | 台視           | 《台灣情》                            |                |
| 1997年 | 台視           | 《非常任務》                          | 張啟揚         |
| 1997年 | 華視           | 《施公奇案》 - 獅面王                 | 傅阿良         |
| 1997年 | 華視           | 《施公奇案》 - 青衫紅淚               | 周慕白、吳世璠 |
| 1997年 | 華視           | 《施公奇案》 – 水中仙                 | 韓玉           |
| 1998年 | 民視無線台     | 《舉頭三尺有神明》 - 第一單元：心魔   | 吳建昌         |
| 1998年 | 民視無線台     | 《舉頭三尺有神明》 - 第三單元：血蓮花 | 陳正志         |
| 1998年 | 華視           | 《土地公傳奇》 - 第十五單元：俠義柔情 | 孟悔           |
| 1999年 | 台視           | 《雍正小蝶年羹堯》/《雍正大帝》       | 年羹堯         |
| 2001年 | 中視           | 《笨小孩》                            |                |
| 2014年 | TVBS歡樂台     | 《A咖的路》                           | 賴篤成         |
| 2014年 | 三立都會台     | 《媽咪的男朋友》                      | 黃鴻元         |
| 2023年 | 公視、八大電視 | 《最佳利益2－決戰利益》               | 余家祥         |
| 2023年 | 公視、八大電視 | 《最佳利益3－最終利益》               | 余家祥         |

### 電視劇（中國大陸）
| 年份   | 頻道     | 劇名                | 角色   |
| 2001年 |          | 《臥虎藏龍》        | 高朗秋 |
| 2006年 |          | 《媽媽無罪》        | 張志豪 |
| 2014年 | 江蘇衛視 | 《濤女郎》          | 周勝   |
| 2015年 | 湖南衛視 | 《愛你，萬縷千絲》  | 方佑舜 |
| 2017年 | 湖南衛視 | 《不一樣的美男子2》 | 盧煥泰 |

### 電影
| 年份   | 片名                          | 角色     | 導演   |
| 1979年 | 《拒絕聯考的小子》            |          | 徐進良 |
| 1980年 | 《年輕人的心聲》              |          |        |
| 1980年 | 《不妥協的一代》              |          |        |
| 1981年 | 《小市民的狂想》              |          |        |
| 1981年 | 《教兄》                      |          |        |
| 1981年 | 《奔放的新生代》              |          |        |
| 1982年 | 《野性的青春》                |          |        |
| 1982年 | 《洛神傳》                    | 曹植     |        |
| 1982年 | 《愛與死》                    |          |        |
| 1983年 | 《美人國》                    |          |        |
| 1983年 | 《國中十四章》                | 林鵬老師 | 林鷹   |
| 1984年 | 《獻身》                      | 嚴又春   | 李作楠 |
| 1992年 | 《三個夏天》                  |          |        |
| 1995年 | 《歡樂時光》                  |          |        |
| 2002年 | 《陸小鳳第二部曲 – 鳳舞九天》 |          |        |
| 2004年 | 《決戰梟雄》                  |          |        |
| 2005年 | 《老婆萬歲》                  |          |        |

## 獎項
| 年份   | 頒獎典禮      | 頻道       | 劇名             | 獎項           | 角色   | 結果 |
| 2014年 | 第3屆華劇大賞 | 三立都會台 | 《媽咪的男朋友》 | 最佳師奶殺手獎 | 黃鴻元 | 提名 |

## 外部連結
- 張佩華在互联网电影资料库（IMDb）上的資料（英文）
- 張佩華在香港影庫上的簡介
- 張佩華在豆瓣上的资料（简体中文）